# Kolozsvári kaszinók
Kolozsváron a 19. században a nemzeti közművelődés előmozdítására két magyar kaszinó létesült, az egyik Kolozsvári Casino néven főleg a nemesség részére, a másik pedig polgári személyek részére Nemzeti Kaszinó Kolozsvárt néven. Mindkettő sikeresen működött a második világháború utáni kommunista hatalomátvételig. 2004-ben a Kolozsvári Casino újra megalakult, hasonló céllal.

## Kolozsvári Casino

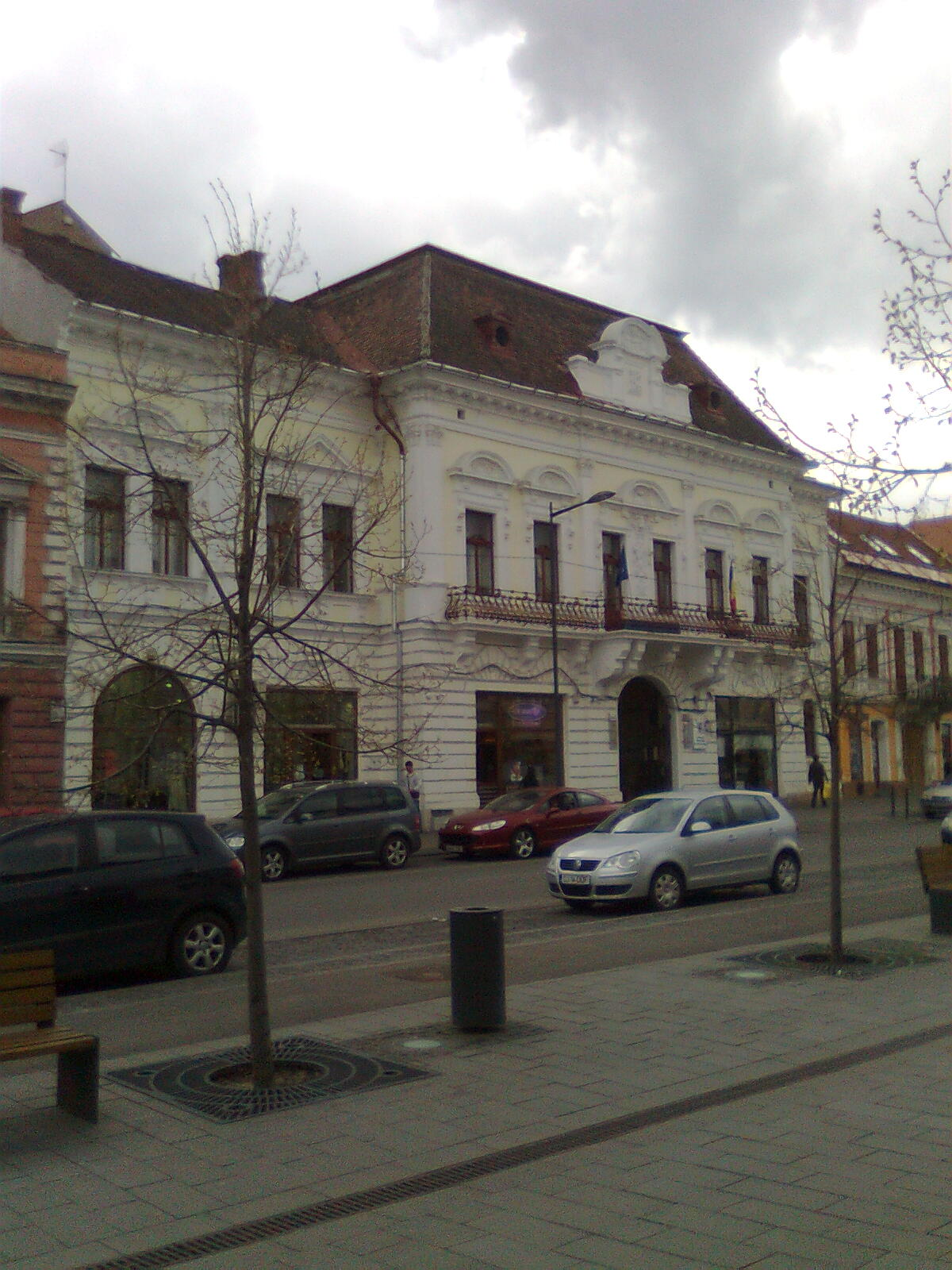
A Kolozsvári Casino épülete ma (Deák Ferenc utca 16.)

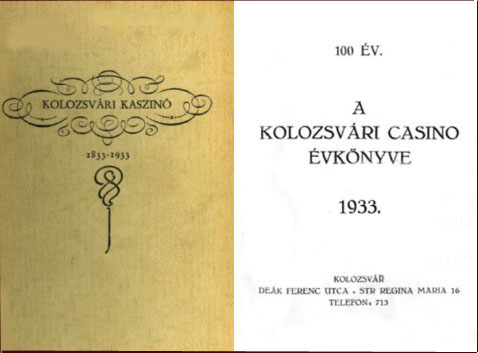
A századik évfordulóra készült évkönyv külső és belső borítója

„Nemes és új eszméktől eltelve e közben érkezett haza tanulságos amerikai útjából Bölöni Farkas Sándor (1795–1842), az alkotni vágyó lelkes társadalomkutató, és a városi közművelődés előmozdítása céljából gróf Béldi Ferenccel, gróf Kendeffy Ádámmal és társaikkal 1833 januárius hó 13-án együttesen megalapítják a «Kolozsvári Casinó»-t, inkább a nemesi és a főnemesi osztály számára.” A Casino a polgárság köréből is felvett tagokat például Brencsán József, Bogdánffy Gábor, Dietrich Sámuel, Gábor Antal, Fülei István, Finta Ferenc, Pfenningsdorf Antal orvos, Szábel Menyhárt, Szlábi Dániel gyógyszerész, Schütz József, Tauffer János, Tilsch János, Vikol Simon kereskedők személyében. Szábel Menyhárt az ispotályalapító Szábel Boldizsár fia.
A kezdetkor Kendeffy Ádám ingyen felajánlotta házát a Casino részére, később saját épülettel rendelkeztek. A Casino 173 részvényessel indult.
„Amint látszik, az első kaszinó-alapítás az egységesítés jegyében történt, mindenesetre üdvös célzattal és demokratikus elvek szerint.”
1833-ban a Casino számára megrendelt 35 újság és folyóirat közül 14 magyar, a többi német nyelvű volt. A magyar nyelvűek a következők voltak: Jelenkor, Magyar Kurir, Hazai és Külföldi Tudósítások, Erdélyi Hiradó, Tudományos Gyűjtemények, Minerva, Sas, Orvosi Tár, Mezei gazdák barátja, Honni Vezér, Hazai Vándor, Aurora, Uránia, Nefelejcs.
Első elnöke gr. Bethlen János volt, őt követte gr. Kendeffy Ádám, gr. Mikes János, Schütz József, Schilling János, Pataky József, gr. Bethlen Sándor, Szabó József, Szentpéteri Imre, gr. Bethlen Ádám, Horváth Mihály, gr. Lázár Miklós, Streicher Mihály, gr. Toroczkai Miklós, gr. Bethlen János és mások.
A Casino mindenkor igyekezett „a közzel szemben fennálló kötelezettségeinek” eleget tenni. Így tagjai segítettek a következő egyesületek létrehozásában: Erdélyi Gazdasági Egylet (1844), Erdélyi Múzeum-Egyesület (1859), Erdélyi Méhész Egyesület (1880), Erdélyi Magyar Közművelődési Egyesület (1885), Erdélyi Kárpát Egyesület (1891).
Ha szerényebb körülmények között is, de az első világháború utáni impériumváltozás után is működött. 1933-ban a századik évfordulót külsőségek nélkül, csupán közgyűléssel ünnepelték. De az évfordulóra való tekintettel nagyobb összeget szavaztak meg a magyar egyetemi hallgatók és gimnáziumi tanulók támogatására.

### Felszámolása és újraindulása
A második világháború utáni kommunista hatalom minden hasonló egyesületet, társaságot felszámolt. Erre a sorsa jutott a Casino is, melynek épületét 1946-ban átadták a Magyar Népi Szövetségnek, amely 1953-as megszűnéséig használta. 2004 szeptemberében a Casinót újra bejegyezték, az új kaszinó felvállalta a régi Casino hagyományait, célkitűzéseit, az 1833-as kezdethez hasonló egységesítő és nyitott szellemben. A régi Casino jogutódjaként megpróbálta visszaszerezni az épületet, de ez nem sikerült.
Az újonnan alakult Casino 2015-ben középiskolások és egyetemi hallgatók részére történelmi/szociológiai tárgyú pályázatot hirdetett.

## Nemzeti Kaszinó Kolozsvárt

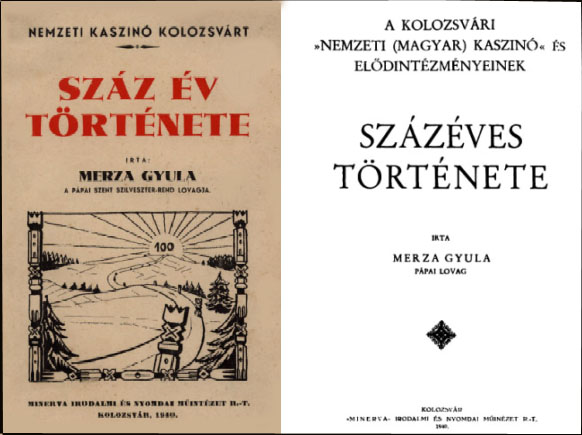
A századik évfordulóra készült könyv külső és belső borítója

Annak ellenére, hogy a Kolozsvári Casino befogadó jellegű volt, a polgárság szükségesnek látott egy hasonló szerveződést, és 1838-ban megalakította a Polgári Társalkodót. 1868-ban élénk mozgalom indult a kifulladni látszó társalkodó helyett egy új, modern demokrata társaskör létesítésére, amely Kolozsvári Kör néven meg is alakult. Elnöke Hajós János, alelnöke Sámi László, titkára pedig Szász Domokos lett „A Kör alapszabályai szerint, célja a társadalom különböző osztályainak érintkezési helyül szolgálva, azoknak egymáshoz közeledését, tömörülését eszközölni; úgyszintén a valódi közvélemény fejlesztésére szabadelvű irányban hatni.” Székháza a Bel-Monostori uycában volt.
A Kolozsvári Kör 1896-ban Nemzeti Kaszinóvá alakul, amelynek neve hosszas vita után Nemzeti Kaszinó Kolozsvárt lett.
„Jellemzésül szolgáljon, hogy míg a Társalkodóban a bennszülött törzsökös polgárság uralta a helyzetet, addig a Körben az egyetemi tanári kar, a Nemzeti Kaszinóban pedig, kezdetben a honoráciorok, újabban a szabadfoglalkozásúak állottak a vezetés élére.”
Az alakuló közgyűlés elnökévé közfelkiáltással Ferencz József püspököt választották meg, jegyzőül pedig dr. Gyalui Farkast.
Az első világháború idején a hadbavonulás és a front mögötti hadiszolgálat következtében sokáig észrevehetőleg meggyérült a kaszinó látogatóinak a száma. A háború után Nagy Károly református püspök lett az elnök, alelnökök pedig dr. Kircbknopf Gusztáv és dr. Jelen Gyula. Nagy Károly 1926-i halála után elnökké dr. Jelen Gyulát választották.
A kaszinó könyvállománya 1938 végén 2744 műből állott 3794 kötetben. A kaszinói tagok évente általában a könyveknek több, mint felét vették igénybe, körülbelül 1500 darabot.
A kaszinó a második világháború után a Kolozsvári Casino és egyéb egyesületek sorsára jutott: felszámolták és vagyonát elherdálták.

## Román kaszinó (Casina română)

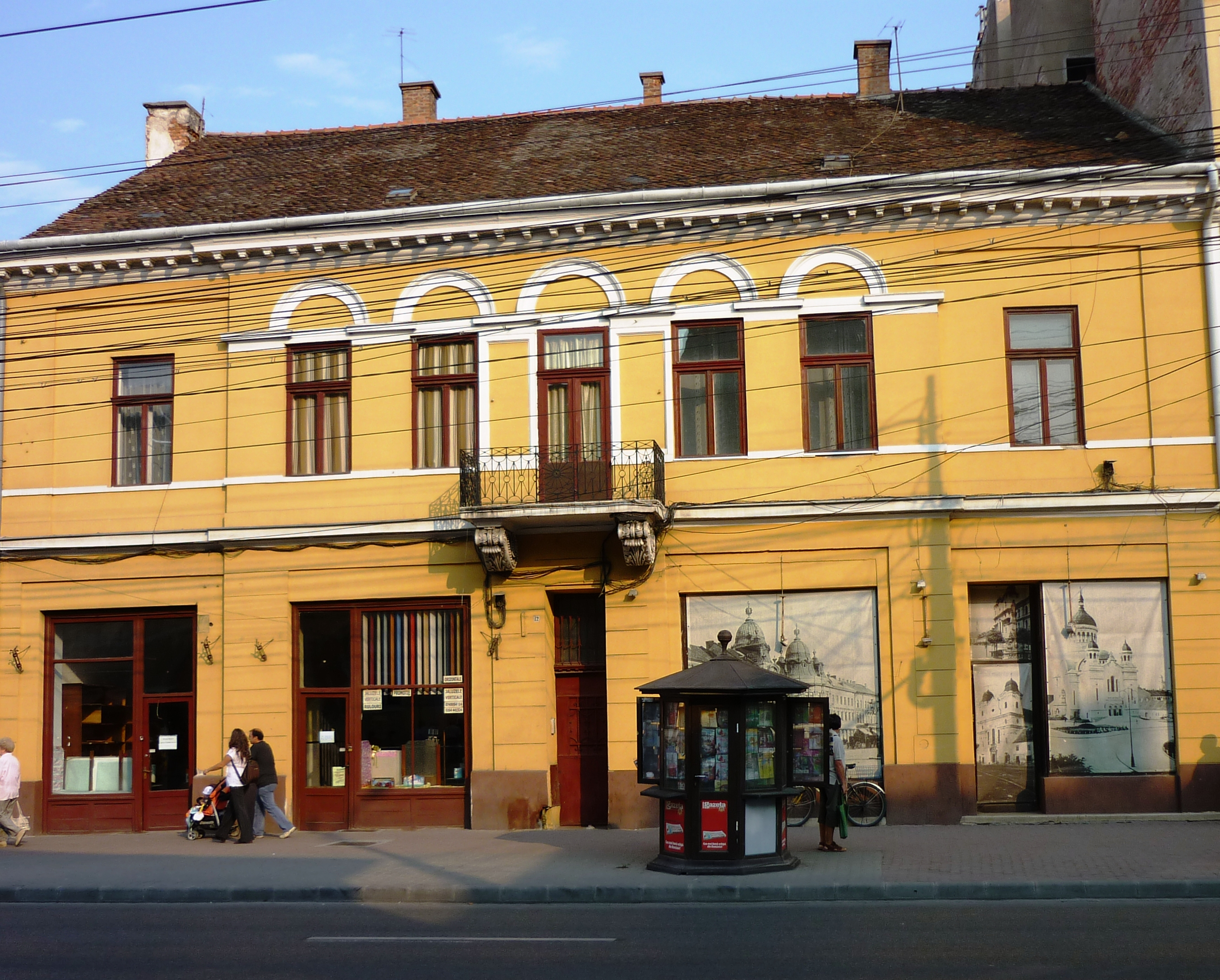
A román kaszinó épülete (Unió u. 12.)

Az 1850-es évek elején Kolozsváron megalakult a román kaszinó, amelynek hasonló szerepet szántak, mint a magyar kaszinónak. Könyvtárát folyóiratokkal és könyvekkel látták el. A kötetek száma a századfordulóra 268 lett. A kaszinó helységeiben tartották az egyetemi hallgatók olvasóköreit is (ilyen volt például a Iulia egyesület).
A kaszinó székhelye az Unió utca 12 szám alatt volt.